# Bisaya

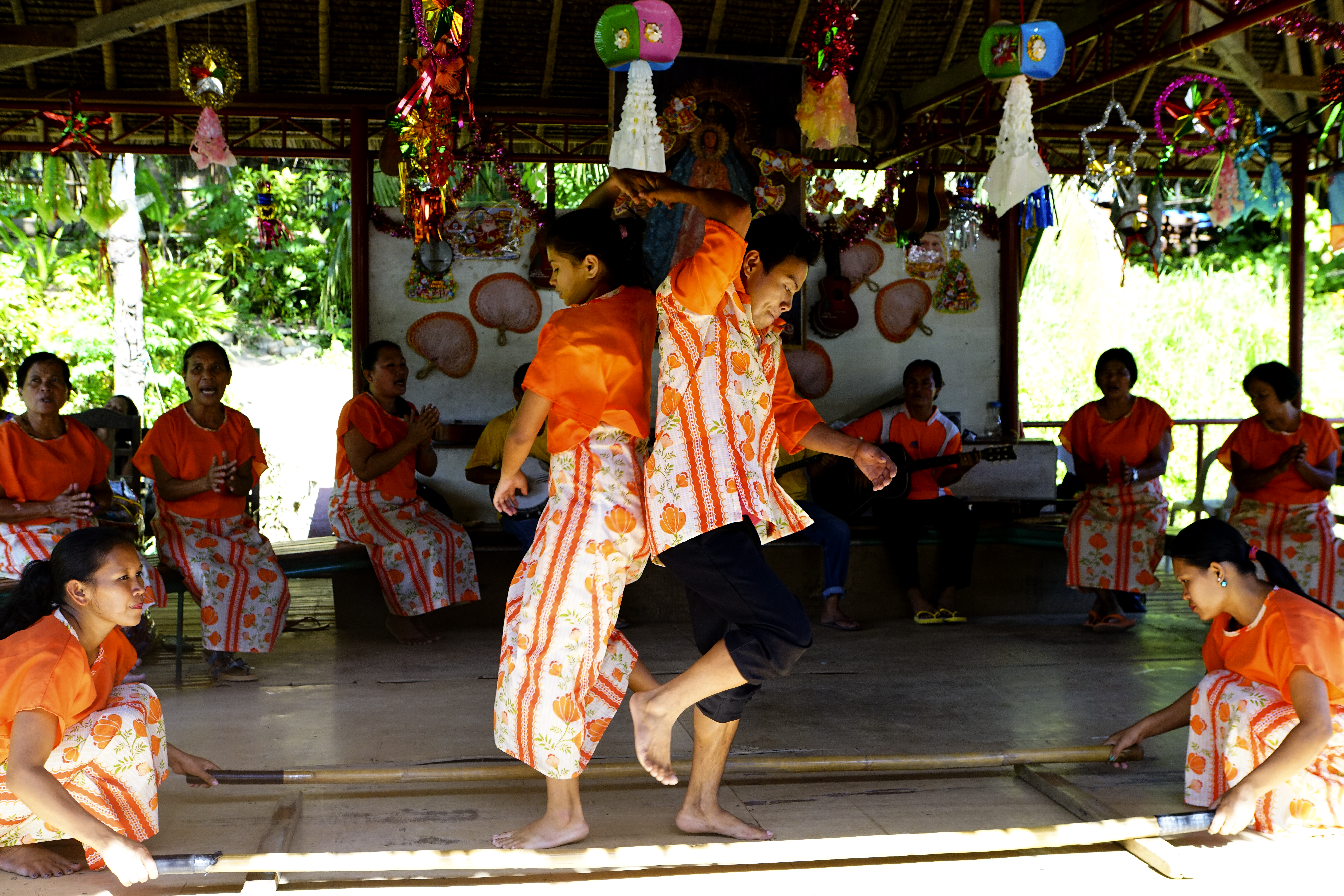
Bisaya

Bisaya, także Wisajowie, Bisajowie – ludność filipińska zamieszkująca wyspy wokół Morza Visayan. Ich liczebność wynosi 27 mln osób.
W przeważającej mierze są katolikami; niektóre grupy wyznają islam w odmianie sunnickiej (wyspa Mindanao), kulty synkretyczne bądź religie tradycyjne.
Głównym zajęciem ludów Bisaya jest ręczna uprawa roli (ryż, biała kukurydza). Uprawia się również palmy bananowe, drzewa cytrusowe, mango, kawę, kakao, warzywa i rośliny przemysłowe. Istotną rolę odgrywa hodowla zwierząt, rozwinęli także rybołówstwo. Tradycyjne rzemiosło – obróbka drewna, metalu, garncarstwo, plecionkarstwo, biżuteria, budowa łodzi.
Na obszarach wiejskich zachowała się organizacja wspólnotowa. Wykształcili tradycję tatuażu. Tradycyjny ubiór został prawie całkowicie zastąpiony europejskim. Bogata mitologia i folklor (muzyka, taniec, literatura).
System pokrewieństwa ma charakter bilateralny. Małżeństwo jest neolokalne lub bilokalne.